# Digitalizacija
Digitizacija je opisovanje objekta, slike, zvoka, dokumenta ali signala (navadno analognega signala) z binarno kodo, običajno z namenom, da bi ga shranili oz. elektronsko obdelali na računalniku ali drugih elektronskih napravah. Pretvorba analognih informacij se izvede s postopkom skeniranja in kvantizacije. Ocenjuje se, da je bilo leta 2007 v digitalni obliki že 94% tehnoloških informacijskih zmogljivosti v svetovnem merilu (v letu 1993 pa le 3%), leta 2002 pa so digitalne informacije presegle prag 50-ih odstotkov nad analognimi informacijami. S tem naj bi bil postavljen mejnik t. i. »digitalni dobi«.